# Oberwildenthal
Oberwildenthal ist ein Ortsteil der Stadt Eibenstock im Erzgebirgskreis im sächsischen Erzgebirge in Grenznähe zu Tschechien.

## Geografische Lage
Die zum staatlich anerkannten Erholungsort Wildenthal gehörende Häusergruppe liegt im tief eingekerbten Tal der Großen Bockau am Fuß des hohen Rehhübels im Naturpark Erzgebirge/Vogtland in einer Höhenlage von rund 780 m ü. NN. Durch Oberwildenthal führt die Staatsstraße von Eibenstock über die Sauschwemme nach Johanngeorgenstadt. Südlich des Ortes befindet sich der Bergrücken Buchkamm.

## Geschichte

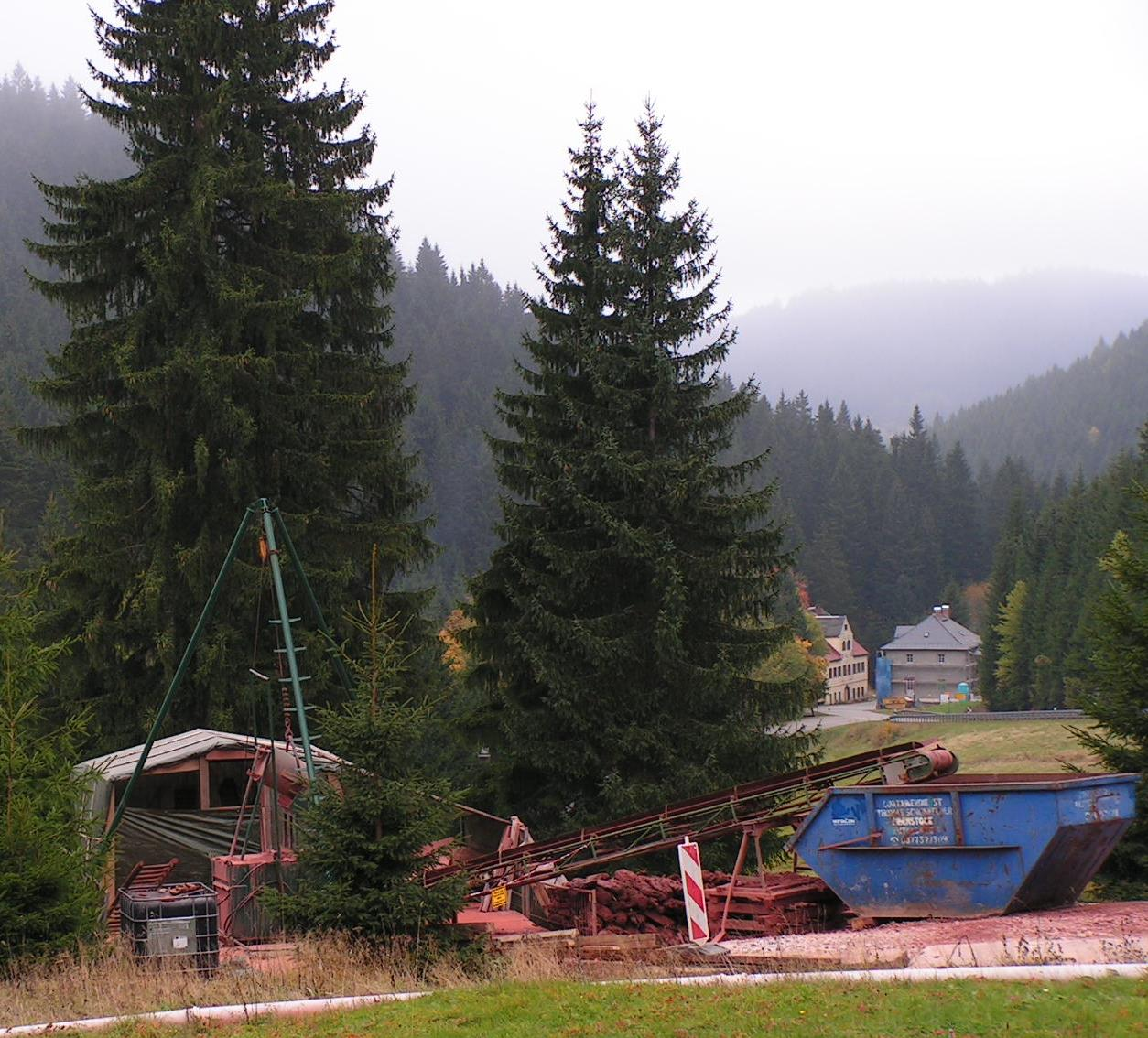
Sanierung der Tagebrüche auf dem Urbanus Stolln, 2010; im Hintergrund rechts das alte Nebenzollamt, links der 2010 abgerissene Gasthof

Der Ort ging aus dem sogenannten Hohofenhaus (Hohofen ist die veraltete Bezeichnung für einen Hochofen) des Heinrichstollens hervor, gegenüber dem nach der Einstellung des Hüttenbetriebs ein Neues Haus als Straßengasthof errichtet worden war. Nachdem der dortige Schankwirt Johann Heinrich Baumann im Oktober 1841 eine gegenüberliegende Wiesenparzelle an den sächsischen Staat verkauft hatte, wurde dort, direkt am Abzweig der Chaussee nach Johanngeorgenstadt von der Chaussee nach Hirschenstand ein Nebenzollamt angelegt, da beide Straßen zunehmend stärker befahren wurden als der offizielle Postkurs von Wildenthal über die südwestlichen Ausläufer des Auersberges nach Johanngeorgenstadt. Nach Errichtung des Nebenzollamtes wurde auch der Postkurs nach Johanngeorgenstadt hierher verlegt, der als Chaussee nun unmittelbar am Zollamt den Berg steil hinauf über die Hoffnung (heute: Hoffnungsweg) in Richtung Sauschwemme führte. Die Gewerkschaft des Heinrichstollens löste sich 1874 auf und das Berggebäude wurde an die Deutsche Reichsbahn in Berlin verkauft. Zwei Jahre zuvor hatte es durch Entzündung von Brandwetter ein Grubenunglück mit einem Toten und einem schwerverletzten Bergmann gegeben.
Die im Tal der Großen Bockau in Richtung Grenze verlaufende Verbindungsstraße zwischen Sachsen und Böhmen wurde ab 1934 als Reichsstraße 93 bezeichnet und rege benutzt. In den ersten Jahren nach dem Zweiten Weltkrieg wurde der Grenzübergang zur damaligen Tschechoslowakei geschlossen. Davon Ausgenommen waren zwei Etappen der Internationalen Friedensfahrt die 1964 und 1968 über den Grenzübergang führten. Im Zuge der Niederschlagung des Prager Frühlings passierten ebenfalls 1968 sowjetische Panzer den Übergang. Seit 1997 wird der im selben Jahr wieder eröffnete Grenzübergang von Radfahrern, Fuß- und Skiwanderern genutzt. Er wird Umgangssprachlich als Eisernes Tor bezeichnet.
Nach langem Leerstand wurde der aus dem Hohofenhaus hervorgegangene traditionelle Gasthof Geyer, nach 1945 Textima-Ferienheim, 2010 abgerissen.